# Siphonochilus parvus
Siphonochilus parvus là một loài thực vật có hoa trong họ Gừng. Loài này được Lock miêu tả khoa học đầu tiên năm 1991.